# Elisabeth Henriëtte van Hessen-Kassel

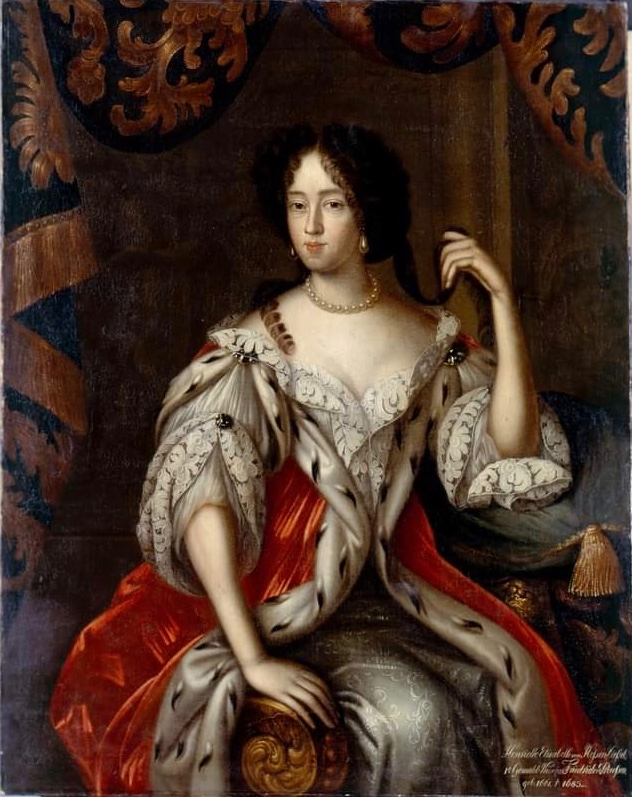
Elisabeth Henriëtte van Hessen-Kassel

Elisabeth Henriëtte van Hessen-Kassel (Kassel, 8 november 1661 – Cölln, 27 juni 1683) was landgravin van Hessen-Kassel en prinses van Brandenburg. Ze was een dochter van landgraaf Willem VI van Hessen-Kassel en Hedwig Sophie van Brandenburg. Via haar vader was zij een kleindochter van Amalia Elisabeth van Hanau-Münzenberg, een dochter van graaf Filips Lodewijk II van Hanau-Münzenberg en Catharina Belgica van Nassau. Via moeder was ze een kleindochter van Louise Juliana van Nassau. Doordat haar beide grootmoeders klein-en achterkleindochter waren van Willem van Oranje en ook de echtgenoot van Elisabeth Henriëtte een kleinzoon was van Willem van Oranje via zijn zoon Frederik Hendrik was zij via verschillende takken verwant aan de Oranjes. 
Op 13 augustus 1679 huwde zij te Potsdam met haar neef, erfprins Frederik van Brandenburg (1657 – 1713), de latere koning Frederik I van Pruisen. Uit dit huwelijk werd een dochter geboren:
- Louise Dorothea Sophia (1680 – 1705); ∞ (1700) Frederik van Hessen-Kassel (1676 – 1751), de latere koning van Zweden

Elisabeth Henriëtte stierf op 21-jarige leeftijd aan de pokken en werd bijgezet in de Berliner Dom.

## Voorouders
| Voorouders van Elisabeth Henriëtte van Hessen-Kassel | Voorouders van Elisabeth Henriëtte van Hessen-Kassel                                       | Voorouders van Elisabeth Henriëtte van Hessen-Kassel                                       | Voorouders van Elisabeth Henriëtte van Hessen-Kassel                                             | Voorouders van Elisabeth Henriëtte van Hessen-Kassel                                             | Voorouders van Elisabeth Henriëtte van Hessen-Kassel                                | Voorouders van Elisabeth Henriëtte van Hessen-Kassel                                | Voorouders van Elisabeth Henriëtte van Hessen-Kassel                                | Voorouders van Elisabeth Henriëtte van Hessen-Kassel                                |
| ---------------------------------------------------- | ------------------------------------------------------------------------------------------ | ------------------------------------------------------------------------------------------ | ------------------------------------------------------------------------------------------------ | ------------------------------------------------------------------------------------------------ | ----------------------------------------------------------------------------------- | ----------------------------------------------------------------------------------- | ----------------------------------------------------------------------------------- | ----------------------------------------------------------------------------------- |
| Overgrootouders                                      | Maurits van Hessen-Kassel (1572-1632) ∞ 1593 Agnes van Solms-Laubach (1578-1602)           | Maurits van Hessen-Kassel (1572-1632) ∞ 1593 Agnes van Solms-Laubach (1578-1602)           | Filips Lodewijk II van Hanau-Münzenberg (1576-1612) ∞ Catharina Belgica van Nassau (1578 – 1648) | Filips Lodewijk II van Hanau-Münzenberg (1576-1612) ∞ Catharina Belgica van Nassau (1578 – 1648) | Johan Sigismund van Brandenburg (1572–1620) ∞ 1594 Anna van Pruisen (1576–1625)     | Johan Sigismund van Brandenburg (1572–1620) ∞ 1594 Anna van Pruisen (1576–1625)     | Frederik IV van de Palts (1574–1610) ∞ 1593 Louise Juliana van Nassau (1576–1644)   | Frederik IV van de Palts (1574–1610) ∞ 1593 Louise Juliana van Nassau (1576–1644)   |
| Grootouders                                          | Willem V van Hessen-Kassel (1602-1637) ∞ Amalia Elisabeth van Hanau-Münzenberg (1602-1651) | Willem V van Hessen-Kassel (1602-1637) ∞ Amalia Elisabeth van Hanau-Münzenberg (1602-1651) | Willem V van Hessen-Kassel (1602-1637) ∞ Amalia Elisabeth van Hanau-Münzenberg (1602-1651)       | Willem V van Hessen-Kassel (1602-1637) ∞ Amalia Elisabeth van Hanau-Münzenberg (1602-1651)       | Georg Willem van Brandenburg (1595–1640) ∞ 1646 Elisabeth Charlotte van de Palts    | Georg Willem van Brandenburg (1595–1640) ∞ 1646 Elisabeth Charlotte van de Palts    | Georg Willem van Brandenburg (1595–1640) ∞ 1646 Elisabeth Charlotte van de Palts    | Georg Willem van Brandenburg (1595–1640) ∞ 1646 Elisabeth Charlotte van de Palts    |
| Ouders                                               | Willem VI van Hessen-Kassel (1629-1663) ∞ Hedwig Sophie van Brandenburg (1623–1683)        | Willem VI van Hessen-Kassel (1629-1663) ∞ Hedwig Sophie van Brandenburg (1623–1683)        | Willem VI van Hessen-Kassel (1629-1663) ∞ Hedwig Sophie van Brandenburg (1623–1683)              | Willem VI van Hessen-Kassel (1629-1663) ∞ Hedwig Sophie van Brandenburg (1623–1683)              | Willem VI van Hessen-Kassel (1629-1663) ∞ Hedwig Sophie van Brandenburg (1623–1683) | Willem VI van Hessen-Kassel (1629-1663) ∞ Hedwig Sophie van Brandenburg (1623–1683) | Willem VI van Hessen-Kassel (1629-1663) ∞ Hedwig Sophie van Brandenburg (1623–1683) | Willem VI van Hessen-Kassel (1629-1663) ∞ Hedwig Sophie van Brandenburg (1623–1683) |
| Elisabeth Henriëtte van Hessen-Kassel (1661-1683)    |                                                                                            |                                                                                            |                                                                                                  |                                                                                                  |                                                                                     |                                                                                     |                                                                                     |                                                                                     |